# ラジオマイク
ラジオマイクは、音声の伝送に電波を用いるマイクロホンである。また、ごく小規模な送信機でもある。
音声の伝送には有線を使わずとも電波、赤外線、可視光線などの電磁波によることができる。
文字通り線の無いマイクであり、日本ではワイヤレスマイク（wireless micorophone）と呼ばれることが多いが、これはイギリス英語でありアメリカ英語ではラジオマイク（radio microphone）という。
機能的な違いを意味するものではないのだが、日本では電波法第2条第1号で電波を「300万MHz以下の周波数の電磁波」と定義し、これに基づく総務省令・告示等で電波を使用するものをラジオマイクと呼んでいる。
本記事では法令に使用される文言という点に着目し「ラジオマイク」、「ワイヤレスマイク」という名称を問わず電波法令により規制されるものについて解説する。
- 赤外線は電波ではないので赤外線式のものについては言及しない。赤外線ワイヤレスマイクを参照。

## 定義
電波法施行規則に基づく
- 微弱無線局を規定する告示[3]に「有線式マイクロホンのかわりに使用される無線電話用送信装置」
- 無線従事者を必要としない「簡易な操作」を規定する告示[4]に「電波を利用するマイクロホン」

がある。

## 概説
電波法令上は、音声による「単向通信」または「同報通信」をごく狭い範囲で行うための無線設備である。
- 単向通信とは、電波法施行規則第2条第1項第16号に 「単向通信方式」を「単一の通信の相手方に対し、送信のみを行なう通信方式」と規定しており、拡声機能を使用することを想定し、単数または少数の受信機を受信相手とする。
- 同報通信とは、電波法施行規則第2条第1項第20号に 「同報通信方式」を「特定の二以上の受信設備に対し、同時に同一内容の通報の送信のみを行なう通信方式」と規定しており、個人が直接聴取することを想定し、多数の受信機を受信相手とする。

送り仮名の表記は原文ママ
操作部は電源スイッチのみか、周波数を変更するスイッチが加わる程度である。

## 種別

### 陸上移動局
陸上移動局として無線局の免許の取得を要するが、上述の「簡易な操作」の対象となり無線従事者は不要である。
通信の相手方は「免許人所属の受信設備」となり、単向通信を行うものである。
特定ラジオマイク
特定無線設備の技術基準適合証明等に関する規則により認証された適合表示無線設備（技適マークがついた機器）でなければならない。空中線電力は最大10mWである。
- 適合表示無線設備は簡易な免許手続の対象[5]であるので、予備免許や落成検査を経ることなく免許を取得できる。

告示周波数割当計画には一般業務用として、
- 470～714MHz（「テレビホワイトスペース帯」と呼ぶ。）
- 1240～1260MHz（「1.2GHz帯」と呼ぶ。）

を特定ラジオマイク及びデジタル特定ラジオマイクに割り当てている。かつては
- 779～788MHz及び797～806MHz（特定ラジオマイク）
- 779～806MHz（デジタル特定ラジオマイク）

にも割当てがあり「800MHz帯」と呼ばれた。
無線設備規則第49条の16および第49条の16の2で
- 特定ラジオマイクの陸上移動局の無線設備
- デジタル特定ラジオマイクの陸上移動局の無線設備

を規定している。電波産業会はこれら規則及び関連告示の技術基準を含めて標準規格を策定している。
後述のラジオマイク用特定小電力無線局と比較して高音質であることからA型ワイヤレスマイクとも呼ばれる。高音質が必要な舞台芸術、放送、録音などに用いる。
- テレビホワイトスペース帯は、テレビジョン放送（地上基幹放送、エリア放送）
- 1.2GH帯は、FPU

と周波数帯を共用している。また、テレビホワイトスペース帯と1.2GHz帯は二次業務であり、基幹放送とFPUには劣後するがエリア放送には優先する。
800MHz帯もFPUと周波数帯を共用していた。
このように、放送事業と競合しているので、特定ラジオマイク運用調整機構（特ラ機構）に入会して放送事業者と利用調整を図らなければならない。
40MHz帯
周波数割当計画では、40.6～40.86MHz、41.6～43.436MHz、44～50MHzの周波数帯を放送事業用としてラジオマイクに割り当てるものとし、地域周波数利用計画策定基準一覧表第2号で40.68MHz、42.89MHz、44.87MHz、47.27MHzの4チャネルを電波型式F3E（FM：周波数変調）、空中線電力最大10mWのラジオマイクが使用するもの

としている。
無線設備規則別表第1号注19でも空中線電力1W以下のラジオマイクを他の用途より周波数の許容偏差を緩和している。
特定無線設備の技術基準適合証明等に関する規則第2条第1号の11の規定に該当し適合表示無線設備の認証を受けることができ、簡易な免許手続の対象となる。

### 小電力無線局
免許不要局の一種であり、適合表示無線設備でなければならない。特記ないものの空中線電力は最大10mWである。
- 入手後の手続きは不要である。

#### 特定小電力無線局
周波数割当計画では
- ラジオマイク用
  - 806.125～809.750MHzの125kHz間隔
  - 322.025～322.150MHzおよび322.250MHz～322.400MHzの25kHz間隔
  - 74.58～74.76MHzの60kHz間隔
- 補聴援助用

| 占有周波数帯幅       | 周波数                              | 周波数                              |
| -------------------- | ----------------------------------- | ----------------------------------- |
| 20kHz以下            | 75.2125MHz～75.5875MHzの12.5kHz間隔 | －                                  |
| 20kHzを超え30kHz以下 | 75.225MHz～75.575MHzの25kHz間隔     | 169.4125MHz～169.7875MHzの25kHz間隔 |
| 30kHzを超え80kHz以下 | 75.2625MHz～75.5125MHzの62.5kHz間隔 | 169.4375MHz～169.75MHzの62.5kHz間隔 |

を割り当てている。
電波法施行規則第6条第4項に特定小電力無線局の種別として、
- ラジオマイク用
- 補聴援助用ラジオマイク用

が掲げられている。
これらについて無線設備規則第49条の14に技術基準が規定され、ARIBが標準規格を策定している。
ラジオマイク用特定小電力無線局
標準規格の中で周波数帯毎に高いものから、B型、C型、D型と分類している。
- B型は、単向通信で音質を重視する歌唱、演奏に用いる。
- C型は、単向通信で音質を重視しない学校や駅などのアナウンスに用いる。
- D型は、同報通信で劇場や展示会などの施設で、専用受信機に対し案内や構内放送に用いる。

補聴援助用ラジオマイク用特定小電力無線局
専用受信機を所持した聴覚障害者に対し、同報通信を行うものである。
標準規格の中で占有周波数帯幅の広いものから、169MHz帯はV、M、75MHz帯はW、N、Sと分類している。169MHz帯は欧州で補聴目的に割り当てられた周波数である。

#### 小電力データ通信システムの無線局
ISMバンドである2.4GHz帯を使用するワイヤレスマイク（Bluetooth機器も含む。）は、小電力データ通信システムの無線局である。

#### デジタルコードレス電話の無線局
デジタルコードレス電話には複数の規格があり、その一つがDECTである。
DECTは欧州で開発されたものだが日本で規格が独自に拡張され、無線設備規則第49条の8の2の2に時分割多元接続方式広帯域デジタルコードレス電話の無線局として技術基準が規定されている。
ARIBは関連告示を合わせて標準規格を策定している。
メーカーや電気通信事業者の団体であるDECT FORUMではジャパン ワーキング グループが設立され、J-DECTとしてコードレス電話以外の様々な用途に普及を図るものとしており、その用途の一つとしてラジオマイクがある。
標準規格からラジオマイクに関係する部分を要約する。
| 変調方式 | 電波の型式 | 周波数                                 | 空中線電力 | 多重化数 |
| -------- | ---------- | -------------------------------------- | ---------- | -------- |
| GMSK     | F1D、F1E   | 1895.616～1904.256MHzの1.728MHz間隔6波 | 240mW以下  | 最大12   |

- DECTは制御チャネルを持たないマルチチャネルアクセス無線であり、F1Eが音声信号、F1Dが制御信号である。

DECTは電気通信事業の規格であり双方向かつ特定者間の通信をするもので、ペアリングと呼ばれる送信機を受信機に「紐付け」して登録しないと使用できない。
つまり紐付けされた受信機に対し単向通信を行うものである。

### 微弱無線局
免許不要局の一種であるが、特定無線設備の技術基準適合証明等に関する規則の対象ではないので、適合表示無線設備であるものはない。
技適マークなどの法的な表示をする義務もない。
電波法施行規則第6条第1項第2号に基づく告示に、用途等を限定して一般的なものより電界強度を強く規定している。
ラジオマイクに関係する部分を抜粋する。
| 電界強度                                  | 電波の型式 | 周波数               |
| ----------------------------------------- | ---------- | -------------------- |
| 無線設備から500mの距離において200μV/m以下 | A3E、F3E   | 27.12MHz又は40.68MHz |

商品化されているものの電波型式はF3E（FM）、周波数40.68MHzである。
上述の40MHz帯陸上移動局のチャネルの一つでもあるが、用途を問わず簡易な拡声用として単向通信を行うものである。

## その他の機器
「ラジオマイク」、「ワイヤレスマイク」と称していないがこの種の機能を持つものについて述べる。
小電力データ通信システムの無線局
2.4GHz帯を使用するワイヤレスインカム、ベビーモニターなどの名称で音声通信を行う機器（Bluetooth機器も含む。）があるが、これらは小電力データ通信システムの無線局である。
無線電話用特定小電力無線局
特定小電力トランシーバーのことで、音質はC型またはD型ラジオマイクと同程度である。
トランシーバー以外にこの周波数帯用の受信機もあり、C型・D型ラジオマイクより普及しているので、購入・レンタルも容易である。
トランシーバーの送信機能と受信機能もしくは受信機の組合せでC型・D型ラジオマイクの代替を簡易に構成することができる。
- 単信[12]または複信[13]の通信に用いられる「トランシーバーをワイヤレスマイクの代用とすること」は、特定小電力無線局の用途を規定する告示[14]に「単向通信または同報通信」として認められている。

微弱無線局
オーディオアクセサリーやミニFM用のFMトランスミッターなどのFM放送の周波数を使う機器、電子工作としてFM放送やAM放送の周波数を使うキットや自作機、情報収集機器（盗聴器の婉曲的表現）は、電波法施行規則第6条第1項第1号の規定が適用される。
- 322MHz以下では、3mの距離で電界強度が500μV/m以下
- 322MHzを超え10GHz以下では、3mの距離で電界強度が35μV/m以下

## グループ・チャネル
同一場所で複数の送信機を用いる場合、同一周波数ではもちろん使用できないが、近接した周波数を使用すると受信機側で三次相互変調歪が生じて受信波と同一になり混信してしまうことがある。そこであらかじめグループ分けをし、他のグループを使用しないように注意せねばならない。また、放送事業者との利用調整や周波数管理を図るには、周波数の呼称を統一することが望ましい。
ARIBの標準規格では
- 特定ラジオマイク
- ラジオマイク用特定小電力無線局
- 補聴援助用ラジオマイク用特定小電力無線局

についてグループやチャネル番号を定義し、利用することを推奨している。
DECTについては告示にある周波数にチャネル番号に相当するキャリア番号を定義している。

## 規制事項
本記事に述べているのは日本独自の制度である。外国に持ち込めたとしても、その国で使用を許可されたということにはならない。逆に類似していても外国規格のものは日本では使用できない。
- 適合表示無線設備（技適マーク）の制度は、日本独自の制度であり、外国では無効である。
- 小電力データ通信システムは、ISMバンドの周波数を用いるため、国毎に法規制の細部は異なる。
  - 外国規格には小電力データシステムの空中線電力の上限の10mWを超えるものがある。国内で使用するには技適マークを確認すること。
  - 国外での使用にあたっては当該国の規制事項を確認すること。

適合表示無線設備
特定ラジオマイクと小電力無線局の無線設備規則の技術基準には、「一の筐体に収められており、容易に開けることができないこと」（電源など一部例外がある。）とされ、特殊ねじなどが用いられているので、利用者は改造はもちろん保守・修理の為であって分解してはならない。改造したものは認証が無効となり、不法無線局となる。
旧技術基準の機器の使用
スプリアス発射等の強度の許容値に関する技術基準の改正
により、
旧技術基準に基づく無線設備が免許されるのは「平成29年11月30日」まで
、
とされた。
使用は「平成34年11月30日」まで
、
で適合表示無線設備としての認証も同日に無効

になるとされた。
対象となるのは、
- 「平成17年11月30日」[19]までに製造された機器または認証された適合表示無線設備
- 経過措置として、旧技術基準により「平成19年11月30日」までに製造された機器[20]または認証された適合表示無線設備[21]

であり、適合表示無線設備では、
- 40MHz帯
- 800MHz帯特定ラジオマイク
- ラジオマイク用特定小電力無線局
- 75MHz帯補聴援助用ラジオマイク用特定小電力無線局
- 無線電話用特定小電力無線局

である。
- 小電力データ通信システムの無線局は対象外

免許を要する40MHz帯と800MHz帯特定ラジオマイクは新規免許が「平成29年12月1日」以降はできなくなり、更に800MHz帯特定ラジオマイクは、周波数の割当てが「平成31年3月31日」に終了して、再免許は不可となり認証も同時に無効となった。
使用期限は、コロナ禍により「当分の間」延期され、新たな使用期限が設定されるまで「令和4年12月1日以降は他の無線局の運用に妨害を与えない場合に限り」使用可能とされた。
無線局#旧技術基準の機器の使用も参照。
DECT
DECTの周波数帯は電気通信事業用としてPHSに、続いてコードレス電話に割り当てられたもので、ラジオマイクは劣後するものであり、受信機には電気通信事業用の電波

を受信したら送信を停止するキャリアセンス機能の搭載が義務付けられている。
つまり受信機側では常時受信状態を確認して、混信が起きたら自動的に送信機の周波数を変更する。
以上に見るように、同じ周波数帯を用いる機器により通信が輻輳した場合には、干渉を完全に排除できるとは限らない。
ISMバンド
27.12MHz、40.68MHz及び2.4GHzの周辺の周波数はISMバンドであり、27.12MHz及び40.68MHzは工業用高周波加熱装置が、2.4GHz帯は電子レンジが使用している。
これらの機器の動作中には強力な混信を受けるが、ISM機器から発射される電波の影響を受けても容認しなければならない。
また、その他にも種々のシステムが使用している。
- 40MHz帯の実験試験局、2.4GHz帯の一般用RFID（構内無線局）とアマチュア無線（アマチュア局）は免許または登録を要する無線局であり、免許不要局は劣後するので影響を受けることを容認しなければならず、使用停止を要求されたら従わねばならない。
- 27.12MHzと40.68MHzでは模型ラジコンが、2.4GHz帯では小電力RFID、無線LAN、コードレス電話などの免許不要局があり、免許不要局同士では先に使用している方が優先する。

微弱電波
微弱電波は電界強度で規定されているため出力は明示されておらず何らかの表示をする法的な義務は無い。FMトランスミッター等のFM放送の周波数を使う機器でも「3mの距離で500μV/m以下」と明記されているものも一部にしかない。これ以外の周波数では、特に輸入された機器は微弱電波の範囲を超える可能性がある。中でも322MHzを超え10GHz以下の周波数では実用的な機器を製造するのは難しいので、可能性は非常に大きい。このような機器の法規制は、製造業者・販売業者・輸入業者については指定無線設備とされたものについて勧告し、従わないときはその旨を公表して更に従わないときに改善命令ができると規定しているのみで、使用のみが不法無線局の開設として取締り・刑事罰の対象となる。
総務省は、微弱電波の範囲を超えるおそれがある無線機を一般市場で購入し測定を行う無線設備試買テストを実施している。
微弱電波の範囲を超えるものは電波利用ポータルで公表され、製造業者・販売業者・輸入業者に行政指導をする。
任意制度であるが、微弱電波の測定方法を規定する告示により、微弱電波の証明を得た無線設備を民間団体が登録し微弱無線マーク（ELPマーク）を発行している。入手の際はこのマークがあるものを選択するのがよい。
また、ミニFM等の微弱電波の使用者が証明を得たいとすればテレコムエンジニアリングセンターなどが上記の告示に基づく測定をしている。

## 沿革
「ワイヤレスマイク」が日本で初めて使用されたのは、第二次世界大戦後にアメリカから導入した放送事業用の真空管式のものと言われる。

1950年（昭和25年）- 電波法令施行
- 当時の電波法令には「ラジオマイク」という文言はなく、無線設備規則にもラジオマイクを想定した個別の規定もない。
- 免許不要局についても電波法施行規則の微弱無線局の規定の「標準電界発生器、ヘテロダイン周波数計その他の小型発振器」の「小型発振器」がラジオマイクを規制する根拠となるものであった。

1955年（昭和30年）- 宝塚大劇場（阪急）がアメリカ製のワイヤレスマイクを導入、周波数は40.68Mcで陸上移動局として免許取得
- 以後、国際劇場[36]（松竹）や日本劇場[37]（東宝）などの劇場が導入

1957年（昭和32年）- 微弱無線局の規定改正
- 用途等を規定しないものは、すべて「100mの距離で電界強度が15μV/m以下」とされた。
  - この規定を基にメーカーにより周波数が異なるものの高音質用ワイヤレスマイクが製造・使用されることとなった。
- 用途等を規定するものは、別に告示するものとされた。
  - 同時に微弱無線局を規定する告示が制定[39]され、「ラジオ・マイク」の定義がなされて13,560kc、27,120kc、40,680kcが使用できることに

「ラジオ・マイク」は原文ママ
1958年（昭和33年）- 陸上移動局が免許の公示を要しない無線局に
1961年（昭和36年）
- 簡易な操作の対象に「ラジオマイク」の定義が規定され追加[41]
- 40Mc帯の4チャネルに対しラジオマイクとしての周波数の許容偏差を規定[42]

1972年（昭和47年）- 計量法改正により周波数の単位がサイクル（c）からヘルツ（Hz）に変更
1981年（昭和56年）- 40MHz帯のラジオマイクが特定無線設備の技術基準適合証明に関する規則の対象となり証明機器（現・特定無線設備の技術基準適合証明等に関する規則による適合表示無線設備）とすることが可能に
1986年（昭和61年）- 微弱無線局の規定改正
- 用途等を規定しないものは周波数により電界強度が異なるものとされた。従前の規定による機器は経過措置として施行日から10年間の使用が認められた。[45]
  - この頃の機器の周波数は40MHz帯、200MHz帯、400MHz帯を使用していた。[33]

1989年（平成元年）- 従前の微弱電波の規定による機器を代替する機器が制度化
- ラジオマイク用特定小電力無線局や無線電話用特定小電力無線局を含む特定小電力無線局[46]
- 陸上移動局の一種として特定ラジオマイク[47]

1990年（平成2年）- 任意団体特定ラジオマイク利用者連盟設立
1992年（平成4年）- 小電力データ通信システムの無線局が制度化
1995年（平成7年）- 特定ラジオマイク利用者連盟と日本放送協会、日本民間放送連盟によりFPU・ラジオマイク運用連絡協議会が発足
1996年（平成8年）- 従前の微弱無線局の機器の経過措置が終了
1997年（平成9年）- 補聴援助用ラジオマイク用特定小電力無線局が制度化、周波数帯は75MHz帯のみ
1998年（平成10年）- 微弱無線局を規定する告示から13.56MHzが削除
2005年（平成17年）- スプリアス発射等の強度の許容値に関する技術基準の改正により、旧技術基準の機器の使用は「平成34年11月30日」までとされ、同日に認証も無効となることに
2006年（平成18年）- ラジオマイクを簡易な操作の対象とする規定は電波法施行規則から告示に移行、ラジオマイクの定義も移行
2007年（平成19年）- 補聴援助用ラジオマイク用特定小電力無線局に169MHz帯が追加
2009年（平成21年）- 特定ラジオマイクにデジタル方式が追加
2010年（平成22年）- デジタルコードレス電話の規格にDECTが追加
2012年（平成24年）
- DECT FORUM内にジャパン ワーキング グループが設立[56]
- 特定ラジオマイクはテレビホワイトスペース帯および1200MHz帯を使用するものとされ、800MHz帯の使用は「平成31年3月31日」まで[23]、免許の有効期限も同日までとなり認証も無効となることに[24]

2013年（平成25年）- 無線設備試買テストが開始
2014年（平成26年）- 一般社団法人特定ラジオマイク運用調整機構設立、特定ラジオマイク利用者連盟の事業を継承
2015年（平成27年）- ELPマークの発行が開始
2017年（平成29年）- 旧技術基準の無線設備による免許申請が終了
2018年（平成30年）- 800MHz帯特定ラジオマイクの周波数の移行がほぼ完了したと総務省が公表
2019年（平成31年）- 800MHz帯特定ラジオマイクへの周波数の割当てが終了、再免許は不可となり認証も無効に
2021年（令和3年）- 旧技術基準の無線設備の使用期限が「当分の間」延長